# Jonahan Romero
Jonahan Romero (Fairfax, 17 marzo 1988) è un calciatore statunitense, centrocampista del Rovers.

## Carriera

### Nazionale
Tra il 2012 e il 2016 ha giocato 32 partite con la nazionale guamana.

## Statistiche

### Cronologia presenze e reti in nazionale
| Cronologia completa delle presenze e delle reti in nazionale ― Guam | Cronologia completa delle presenze e delle reti in nazionale ― Guam | Cronologia completa delle presenze e delle reti in nazionale ― Guam | Cronologia completa delle presenze e delle reti in nazionale ― Guam | Cronologia completa delle presenze e delle reti in nazionale ― Guam | Cronologia completa delle presenze e delle reti in nazionale ― Guam | Cronologia completa delle presenze e delle reti in nazionale ― Guam | Cronologia completa delle presenze e delle reti in nazionale ― Guam |
| Data                                                                | Città                                                               | In casa                                                             | Risultato                                                           | Ospiti                                                              | Competizione                                                        | Reti                                                                | Note                                                                |
| ------------------------------------------------------------------- | ------------------------------------------------------------------- | ------------------------------------------------------------------- | ------------------------------------------------------------------- | ------------------------------------------------------------------- | ------------------------------------------------------------------- | ------------------------------------------------------------------- | ------------------------------------------------------------------- |
| 3-9-2015                                                            | Teheran                                                             | Iran                                                                | 6 – 0                                                               | Guam                                                                | Qual. Mondiali 2018                                                 | -                                                                   | 72’                                                                 |
| 8-9-2015                                                            | Tamuning                                                            | Guam                                                                | 0 – 0                                                               | Oman                                                                | Qual. Mondiali 2018                                                 | -                                                                   | 75’                                                                 |
| 13-10-2015                                                          | Aşgabat                                                             | Turkmenistan                                                        | 1 – 0                                                               | Guam                                                                | Qual. Mondiali 2018                                                 | -                                                                   | 46’                                                                 |
| 12-11-2015                                                          | Bangalore                                                           | India                                                               | 1 – 0                                                               | Guam                                                                | Qual. Mondiali 2018                                                 | -                                                                   | 60’                                                                 |
| 17-11-2015                                                          | Tamuning                                                            | Guam                                                                | 0 – 6                                                               | Iran                                                                | Qual. Mondiali 2018                                                 | -                                                                   |                                                                     |
| Totale                                                              |                                                                     | Presenze                                                            | 5                                                                   |                                                                     | Reti                                                                | 0                                                                   |                                                                     |